# Sampiero Corso

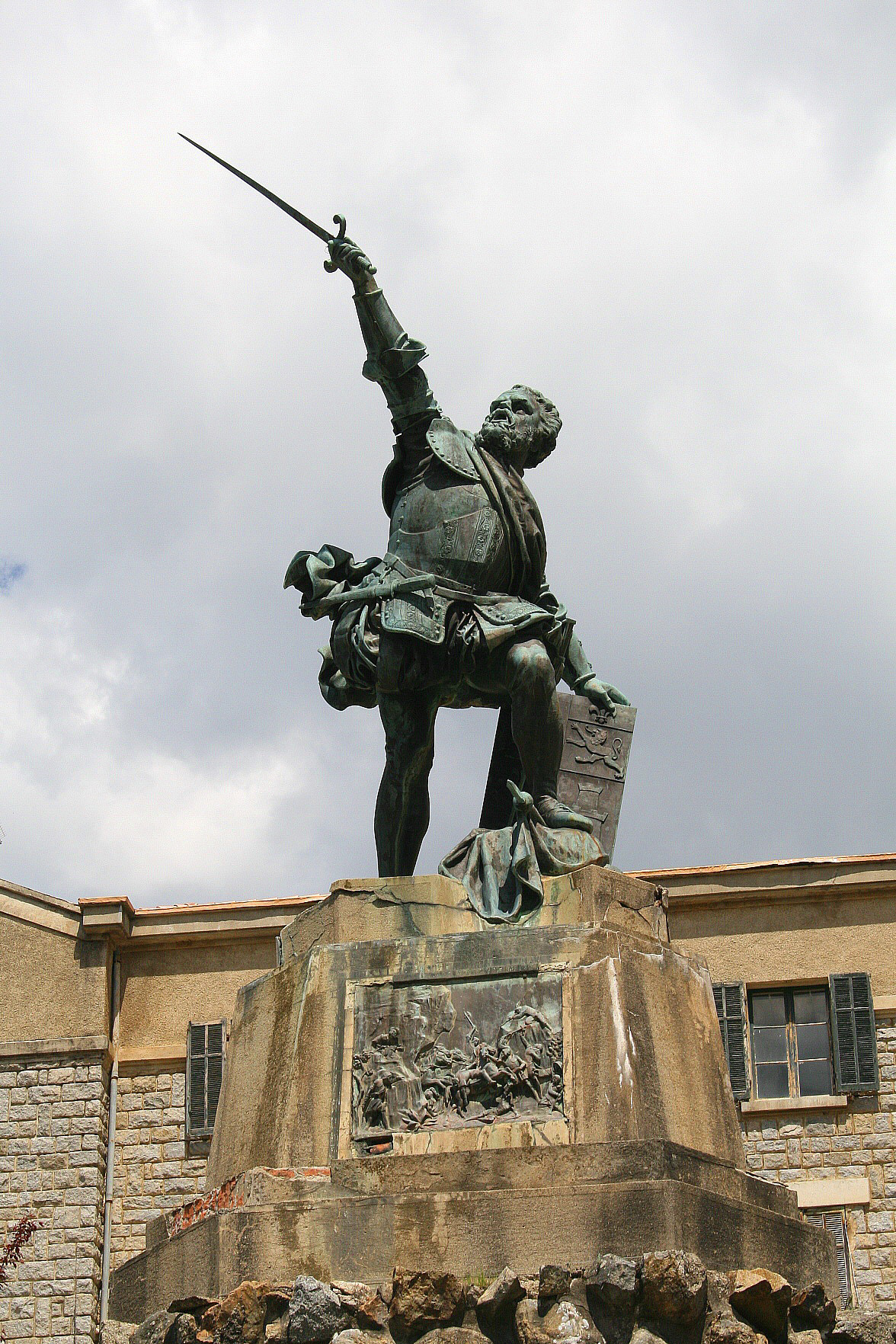
Monumento a Sampiero Corso em Bastelica.

Sampiero Corso (Bastelica, 1498 — 1567) foi um líder militar corso, de grande importância para a história da ilha no século XVI.
Nasceu na localidade de Bastelica. De origem humilde, se alistou como soldado a serviço dos Médici e posteriormente da coroa francesa depois que Giovanni de Médici passou ao serviço desse reino.
Foi nomeado coronel das tropas mercenárias corsas pelo rei Francisco I da França. Em 1545 se casou com a dama corsa Vannina d'Ornano (de 15 anos, quando ele já tinha 47). Foi uma dos membros notórios do partido francês na ilha, e, desta forma, conseguiu que em 1553, o desembarque de tropas francesas e turcas na ilha e que muitos nobres se unissem a seu lado contra os genoveses. Contudo, os franceses não puderam conservar a ilha que voltou a ser possessão genovesa pelo Tratado de Cateau-Cambrésis.
Sampiero foi nomeado posteriormente governador de Aix-en-Provence e depois embaixador da França na Turquia. Em 1564 desembarcou com um pequeno destacamento em sua ilha natal, provocando uma sublevação geral em toda a ilha contra o domínio genovês, que contava com o apoio da Monarquia Hispânica. Finalmente, apesar do êxito inicial da rebelião, foi assassinado por um grupo de mercenários corsos, entre os quais se encontravam os irmãos de sua mulher, a quem havia matado por suas relações com os genoveses.